# Karl Hoffmann (Ruderer)
Karl Fritz Heinrich Hoffmann (* 11. August 1906 in Rixdorf; † unbekannt) war ein deutscher Ruderer.

## Biografie
Karl Hoffmann gewann zusammen mit Karl Golzo, Hans Nickel, Werner Kleine und Steuermann Alfred Krohn die Goldmedaille im Vierer mit Steuermann beim Deutschen Meisterschaftsrudern 1928. Mit der gleichen Besetzung trat das Boot des Berliner RC Sturmvogel bei den Olympischen Sommerspielen 1928 in Amsterdam an, wo es im Achtelfinale ausschied.